# Jászberényi kistérség
A Jászberényi kistérség kistérség Jász-Nagykun-Szolnok megyében, központja: Jászberény.

## Települései
| Alattyán        | Jánoshida  | Jászágó        | Jászalsószentgyörgy | Jászapáti            |
| Jászárokszállás | Jászberény | Jászboldogháza | Jászdózsa           | Jászfelsőszentgyörgy |
| Jászfényszaru   | Jászivány  | Jászjákóhalma  | Jászkisér           | Jászladány           |
| Jászszentandrás | Jásztelek  | Pusztamonostor |                     |                      |

## Lakónépesség alakulása
| Település           | Lélekszám (2009) |
| ------------------- | ---------------- |
| Jászberény          | 27 134           |
| Jászapáti           | 9 217            |
| Jászárokszállás     | 8 041            |
| Jászladány          | 5 922            |
| Jászfényszaru       | 5 755            |
| Jászkisér           | 5 427            |
| Jászalsószentgyörgy | 3 640            |
| Jászjákóhalma       | 3 105            |
| Jánoshida           | 2 585            |
| Jászszentandrás     | 2 479            |

| Település            | Lélekszám (2009) |
| -------------------- | ---------------- |
| Jászdózsa            | 2 174            |
| Alattyán             | 2 145            |
| Jászfelsőszentgyörgy | 1 925            |
| Jászboldogháza       | 1 668            |
| Jásztelek            | 1 656            |
| Pusztamonostor       | 1 615            |
| Jászágó              | 738              |
| Jászivány            | 392              |
| Összesen             | 85 618           |